# Adelasia ed Aleramo
Adelasia ed Aleramo ist eine Oper (Originalbezeichnung: „melodramma serio“) in zwei Akten in italienischer Sprache des bayerischen Komponisten Johann Simon Mayr. Das Libretto stammt von Luigi Romanelli. Die Uraufführung fand in der Karnevalssaison am 26. Dezember 1806 in der Mailänder Scala statt.

## Handlung
Die Handlung spielt in der Stadt Alba Pompeja und deren Umland.
Prinzessin Adelasia, die Tochter Kaiser Ottones hat sich in Aleramo verliebt. Da Ottone gegen die unstandesgemäße Verbindung ist, muss das Paar fliehen. In der Ferne gründen sie eine Familie, bauen sich eine bescheidene Existenz auf und nehmen eine neue Identität an. Als Ottone Jahre später auf einem Feldzug gegen die Sarazenen in dieser Gegend lagert, kommt es zum Wiedersehen. Die Hoffnung, die Familie wieder zusammenzubringen, scheint jedoch aussichtslos, trotz der Bemühungen von Adelasia und ihrer Mutter, Kaiserin Teofania. Inzwischen nämlich hat Rambaldo, Ottones Vertrauter, einen Pakt mit den Feinden geschlossen, beschuldigt aber Aleramo des Verrats. Sein Kalkül ist es, auf diesem Weg zuerst Aleramo aus dem Weg zu schaffen, dann Ottones Thron zu besteigen und schließlich Adelasia zur Ehe zu zwingen. Diese hatte ihn vor Jahren abgewiesen und ihm Aleramo vorgezogen. Der perfide Plan scheint aufzugehen – bis im letzten Moment alles anders kommt.

## Interpreten der Uraufführung
Die Interpreten der Uraufführung waren Giacomo David (Ottone), Angela Rotondi (Teofania), Teresa Belloc-Giorgi (Adelasia), Impératrice Sessi (Aleramo), Giovanni Battista Binaghi (Rambaldo), Gaetano Chizzola (Roberto) und Giuseppe Barbieri (Osmano).
In Bayern fand die Aufführung der Oper 1808 im Hoftheater München statt, anlässlich der Hochzeit der bayerischen Prinzessin Charlotte Auguste mit Kronprinz Wilhelm I. von Württemberg.
Adelasia ed Aleramo wurde außerdem unter anderem 1807 im Teatro Regio in Turin aufgeführt, 1810 im Teatro San Carlo in Neapel, 1812 im Teatro Comunale in Bologna, 1815 am King’s Theatre in the Haymarket in London.

## Neuinszenierungen
Nachdem die Oper über 200 Jahre nicht mehr aufgeführt wurde, wurde sie 2013 im Prinzregententheater München in einer Inszenierung von Tilman Knabe unter der musikalischen Leitung von Andreas Spering wieder gespielt.